# منتمایر د پیلییا
منتمایر د پیلییا (به اسپانیایی: Montemayor de Pililla) یک شهرستان در اسپانیا است که در استان وایادولید واقع شده‌است.